# Odontopera subarida
Odontopera subarida là một loài bướm đêm trong họ Geometridae.